# Jozef T. Devreese
Jozef T. Devreese (n. 20 martie 1937) este un fizician belgian, care a fost ales ca membru de onoare al Academiei de Științe a Moldovei.